# Cena Patria Nostra
Cena Patria Nostra je mimořádným oceněním, jehož iniciátory a udělovately jsou organizace Správa pražského hradu a Czech Architecture Week.

## Další informace
Prestižní ceny Patria Nostra jsou vždy udělovány za příkladné výsledky v investiční a architektonické činnosti v České republice. A to za takové výsledky, které skutečně významným způsobem přispívají k rozvoji našeho venkova a dále přispívají k úspěšnému uspokojování potřeb obyvatel našeho venkova či jeho případných potenciálních návštěvníků. Ceny jsou udělovány jako krajské a jako oborové a to za výsledky realizované v letech 1990 – 2020.